# Stanisław Nykiel
Stanisław Nykiel (ur. 1 lutego 1931 we Włochach, zm. 29 października 2016) – polski panczenista.

## Kariera sportowa
Był zawodnikiem Kolejarza Pruszków (1949-1951), OWKS Lublin (1951-1953) i Gwardii Warszawa (1954-1958), wychowankiem trenerów Eugeniusza Michalaka i Jana Tkaczyka. 
Na mistrzostwach Polski seniorów w 1953 zwyciężył na dystansach 500 m i 1500 m, w 1955 na dystansie 1500 m. Czterokrotnie zajmował 3. miejsce na mistrzostwach Polski w klasyfikacji wielobojowej (1950, 1953, 1954, 1956). 18 lutego 1956 pobił rekord Polski na dystansie 500 m, wynikiem 43,3, 19 lutego 1956 - na dystansie 1500 m, wynikiem 2.20,0.
W latach 1959–1984 był członkiem zarządu Polskiego Związku Łyżwiarstwa Szybkiego, m.in. wiceprezesem i skarbnikiem związku, na początku lat 60. współpracował jako trener z reprezentacją Polski kobiet, w latach 1966-1972 pracował w Sparcie Augustów, w latach 1973-1975 w Marymoncie Warszawa.
Z zawodu był technikiem budowlanym, pracował w nadzorze budowlanym.